# Poro (opera)

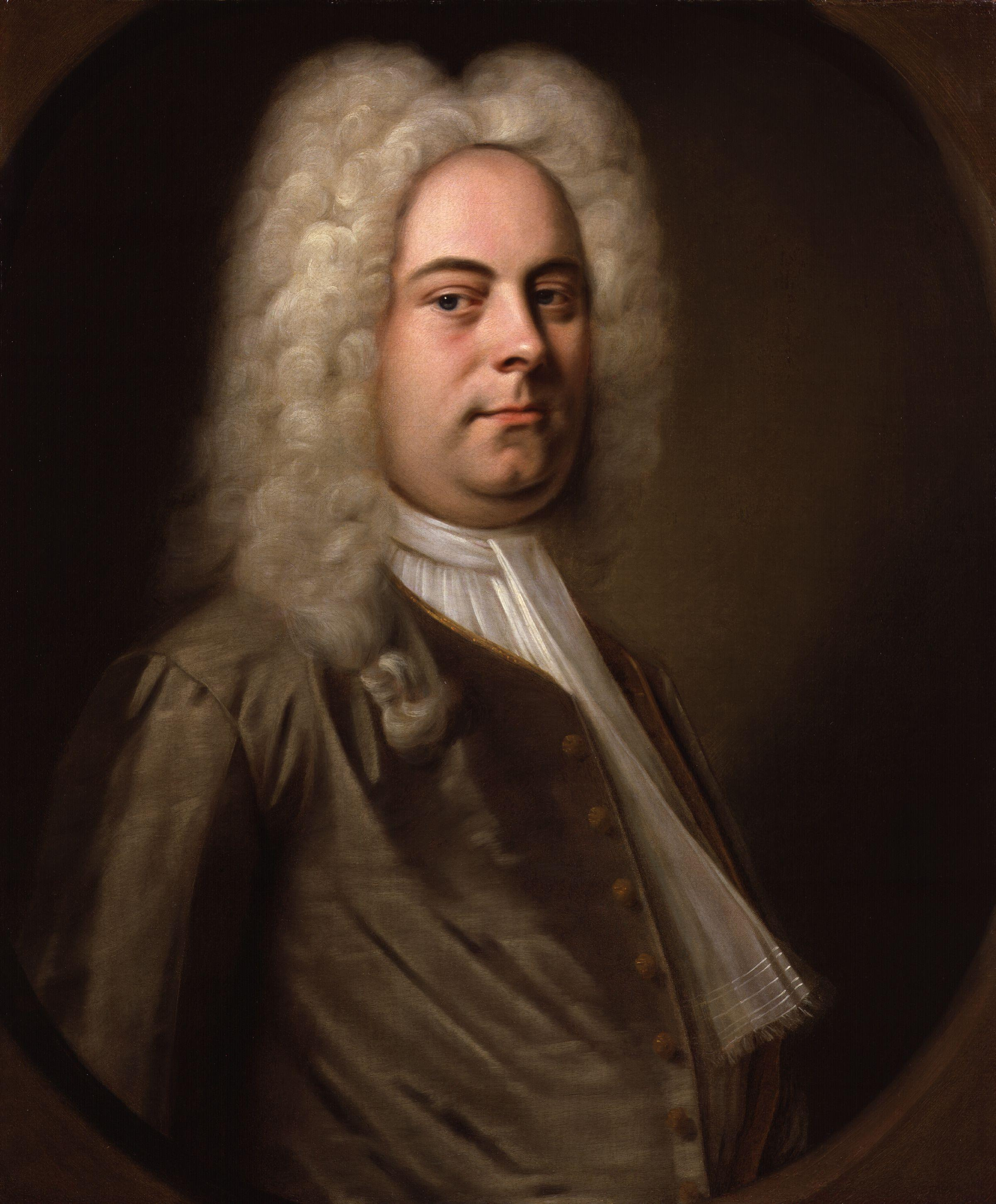
Georg Friedrich Händel

Poro, re dell'Indie (Porus, kung av Indien) (HWV 28) är en opera seria i tre akter med musik av Georg Friedrich Händel. Librettot är en omarbetning av Pietro Metastasios text Alessandro dell'Indie tonsatt av Leonardo Vinci (1729), och handlar om Alexander den stores möte med den indiske kungen Poros.

## Historia
Kontrasterna kunde inte ha varit större mellan Händels tidigare opera Partenope och Poro: Partenope var en komisk opera, komponerar i all hast och byggd på en äldre venetiansk text, medan Poro var ett tungt drama som byggde på en text av Metastasio som inte var mer än ett år gammalt. Men om Händels opera var seriös och noggrant ihopsatt var musiken ingalunda stel. Operan hade premiär den 2 februari 1731 på The Queen's Theatre, Haymarket, London (senare The King's Theatre) och spelades 15 gånger. Verket återkom på repertoaren de påföljande två säsongerna.

## Personer

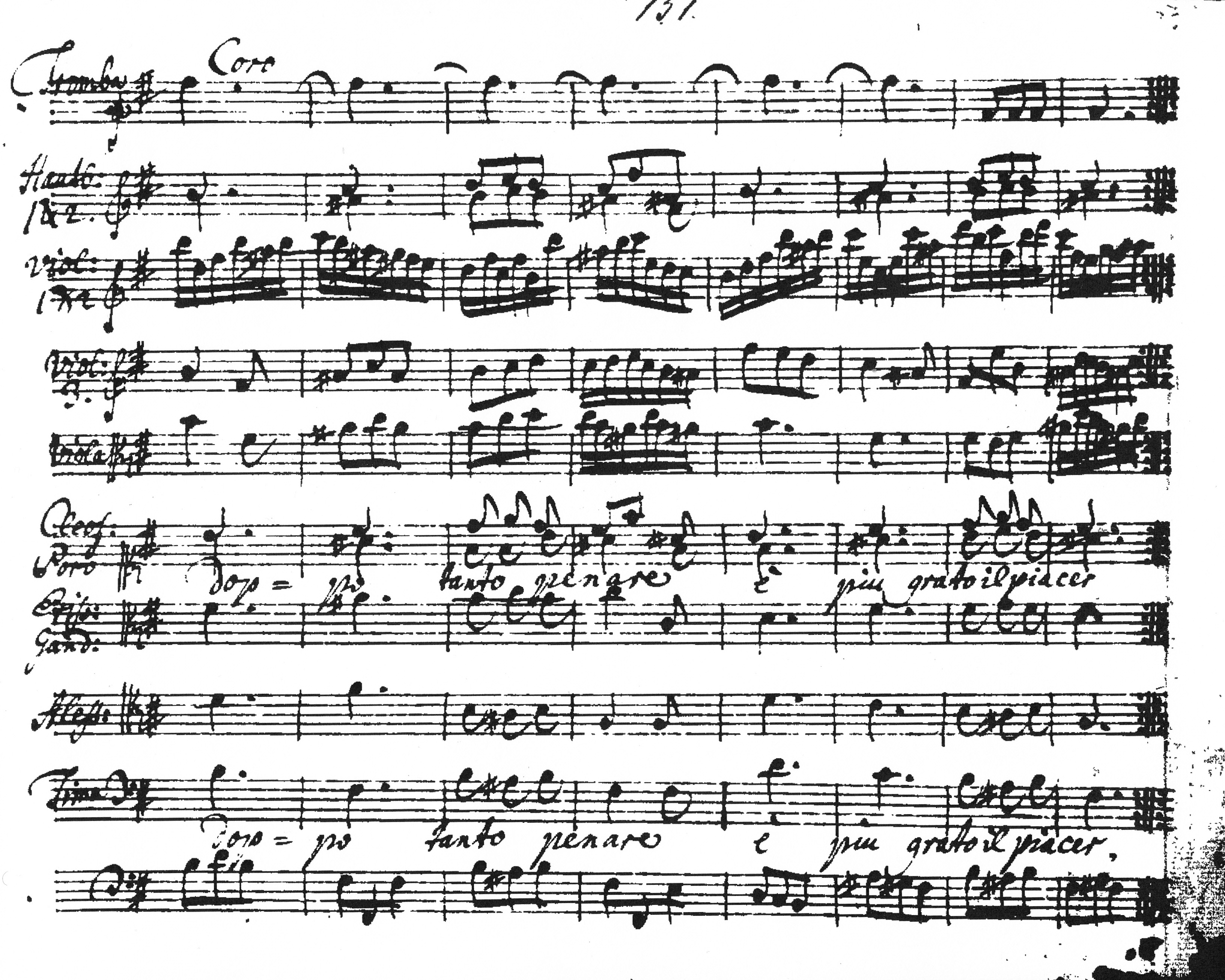
Sida från Händels egenhändigt skrivna partitur.

- Poro, kung av Indien (nuvarande Pakistan) (altkastrat)
- Cleofide, Poros hustru (sopran)
- Erissena, Poros syster (kontraalt)
- Gandarte, Erissenas älskade (kontraalt)
- Alessandro, kung av Makedonien (tenor)
- Timagene, Alexanders general (bas)

## Handling
Kung Poro har förlorat kriget mot inkräktaren Alessandro. Poro förklär sig för att kunna nästla sig in i Alessandros hov. Hans syster Erissena förs som fånge till Alessandro, som behandlar henne väl. Han är däremot sträng mot generalen Timagene som förrådde henne. Poros hustru Cleofide försöker mäkla fred med Alessandro men Poro missförstår hennes motiv och anklagar henne för otrohet. Poro anfaller Alessandro men tas själv till fånga. Timagene befriar honom i hopp om att Poro ska göra uppror mot Alessandro, men denne friar till Cleofide efter att Erissena har framfört budskapet om Poros död. Men Erissena upptäcker förvånat att brodern lever. Poro ber henne att inte avslöja sanningen för Cleofide och inviger systern i ett misslyckat försök att mörda Alessandro. Vid templet förbereds bröllopet mellan Alessandro och Cleofide. Poro gömmer sig bakom en pelare med en dolk i handen. När Alessandro kommer för att hämta Cleofide berättar hon att hon har gett order om att tända hennes begravningsbål. Hon önskar följa sin make i döden. Poro gör entré och ber Cleofide om förlåtelse. De vänder sig till Alessandro som rörs av deras ädelmod och tillgivenhet för varandra. Han återinsätter dem på deras kungatron.